# Дуглас Сілва Баселар
Ду́глас Сі́лва Басела́р (порт. Douglas Silva Bacelar) або просто Ду́глас (порт. Douglas; нар. 4 квітня 1990, Сан-Паулу, Бразилія) — бразильський футболіст, центральний захисник клубу «Гіресунспор».

## Ігрова кар'єра
Вихованець футбольної школи клубу «Жувентуде». З 2009 року почав залучатися до матчів головної команди клубу.
2010 року перейшов до клубу «Америка» (Натал), проте, провівши лише 4 гри за його команду, приєднався до клубу «Васко да Гама».
У січні 2013 року уклав п'ятирічний контракт із дніпропетровським «Дніпром». Баселар дебютував в офіційних матчах за «Дніпро» в матчі-відповіді 1/16 фіналу Ліги Європи з швейцарським «Базелем», а 2 березня того ж року провів свою дебютну гру у Прем'єр-лізі України, у якій «Дніпро» здолав київський «Арсенал». В складі нової команди бразилець став срібним і двічі бронзовим призером чемпіонату України, а також фіналістом Ліги Європи. За дніпрян Дуглас провів 87 офіційних матчів в усіх турнірах і забив 1 м’яч.
Улітку 2016 року розірвав угоду з «Дніпром» і перейшов до складу бразильського клубу «Сан-Паулу», підписавши контракт на 2 роки. У новій команді не став основним гравцем і більше грав в оренді за «Шапекоенсе» (98 матчів, 1 гол).
З січня 2020 року 30-річний Дуглас перебував у статусі вільного агента і у вересні повернувся до України, ставши гравцем «Дніпра-1», з яким підписав однорічний контракт.

## Досягнення
- Володар Кубка Бразилії: 2011
- Чемпіон бразильської Серії Б: 2010